# Archophileurus bifoveatus
Archophileurus bifoveatus är en skalbaggsart som beskrevs av S. Endrödi 1977. Archophileurus bifoveatus ingår i släktet Archophileurus och familjen Dynastidae. Inga underarter finns listade.